# The Stage (canción de Avenged Sevenfold)
«The Stage», por su traducción: El Escenario, es el primer sencillo del álbum homónimo The Stage de la banda estadounidense de heavy metal Avenged Sevenfold.
El sencillo, con una duración de 8:32 minutos, es la apertura del álbum y fue nominado a los Premios Grammy de 2018 en la categoría de Mejor Canción Rock.

## Lanzamiento
The Stage salió a la luz el 13 de octubre de 2016, siendo el sencillo oficial del álbum, bajo el sello de Capitol Records.

## Vídeo oficial
El vídeo oficial salió junto con la canción en YouTube. El vídeo muestra un show de marionetas recorriendo todas las etapas del ser humano, matándose entre ellos, hasta hoy en día. Todo termina cuando se muestra a los asistentes al show convertidos en marionetas que son dirigidos por políticos como Hillary Clinton, Angela Merkel, Vladímir Putin, Xi Jinping y Kim Jong-un que, a su vez, están dirigidos por una criatura negra, dejando caer que es la Muerte y que nadie escapa de ella.

## Trasfondo
La canción trata sobre la propia humanidad y de como se ha tratado entre ella; todo esto visto desde la perspectiva de un hombre que se hace mayor y se da cuenta de lo mal que está el mundo.

## Reconocimientos
The Stage, tanto el álbum como el sencillo tuvieron muy buena aceptación.
Así, en la revista Loudwire, obtuvo la posición 14 en 20 Best Metal Songs of 2016 y la posición 3 en 10 Best Metal Videos of 2016.

## Créditos
M. Shadows - Vocalista.
Synyster Gates - Guitarrista líder y coros.
Zacky Vengeance - Guitarrista rítmico.
Johnny Christ - Bajista y coros.
Brooks Wackerman - Batería.

### Músicos adicionales
Jason Freese - Teclado.